# 센터필드
센터필드(영어: CENTERFIELD)는 대한민국 서울특별시 강남구 테헤란로 231에 위치한 마천루이다. 이 프로젝트는 테헤란로 237 재건축인 강남 르네상스 호텔 재건축 프로젝트다. 설명하자면 웨스트동은 지상 36층, 용도는 업무/숙박시설이고 이스트동은 지상 35층, 용도는 업무시설이다. 공개공지(3개), 부출입구(3개), 주출입구(2개), 차량진출구가 있다. 발주처는 (주)맥킨237피에프브고 건설사업관리자는 (주)무영씨엠건축사사무소다. 완공되면 쌍둥이 복합빌딩이 된다.

## 역사
재건축을 앞두고 쌍둥이 빌딩을 지을 계획이 있다. 지상층 조경계획이 있다. 기본방향은 테헤란로의 중심 가로로서 보행기능과 도로변 주 경관 대상인 점을 고려하여 개방된 오픈스페이스를 조성한다. 2016년 10월 말 철거작업이 시작되었고 완료했다. 같은 해 12월에 착공하여 2020년 완공을 앞두고 센터필드라는 명칭을 정했고 11월에 쌍둥이 빌딩이 완공했다. 조선팰리스 서울 강남은 2021년 5월 25일 웨스트타워 29층 ~ 36층에 오픈했다.

## 구성
센터필드 웨스트타워와 센터필드 이스트타워가 있다.
| 명칭       | 층수 | 높이 |
| ---------- | ---- | ---- |
| 웨스트타워 | 36층 | 158m |
| 이스트타워 | 35층 | 158m |

## 디자인
알루미늄 버티컬 핀, 로이복층유리가 있다. 슬림한 건축물의 수직성이 강조되는 입면분할이고 옥상 시설을 차폐하는 일체형 디자인, 주거지/저층부 건축물과 연속 조망시 압박감을 완화하는 건축모듈이다. 주변 고층 건축물과의 조화를 고려한 수직성 강화다. 변화감 있는 저층부 형태 보행자 시선이 형성되는 지점으로 층고감 완화다.
매스의 투명성은 빌딩 규모와 도시 맥락에 대한 성찰을 바탕으로 투명한 스킨 디자인이고 외관 디자인 중첩은 물의 얋은 표면을 형상화한 외관 디자인으로 중첩을 통해 음영과 깊이를 표현했다. 외관 디자인 디테일은 외벽면에는 버티컬 핀을 이용하여 폭포의 섬세한 흐름을 표현했다. 부분 상세도를 보면 알루미늄루버(수평차양)이 있고 입면패텬이 있고 알루미늄루버(수직차양)이 있고 로이복층유리가 있다. 수직루버, 수평루버, 프릿패턴이 있다.
매스를 켜로 분할하여 상징성 강조하였고 기존 건축물에서 느껴지는 부드러운 곡선 형태를 반영하였다.

## 높이
웨스트타워와 이스트타워의 높이는 158m인데 층수가 다르다. 웨스트타워의 층수는 36층이고 이스트타워의 층수는 35층이다. 2020년 강남구에서 높은 쌍둥이 복합시설 빌딩을 건설했다. 인천광역시 연수구 송도동에 위치한 송도 센트로드(A동 145m, B동 148m)보다 높다. 

## 특징
호텔과 사무실이 있는 내부 시설인 건물은 웨스트타워고 사무실만 있는 내부 시설인 건물은 이스트타워다. 조감도는 회색 커튼월 느낌인데 푸른색 커튼월인데 조감도에서는 회색 커튼월 느낌이다. 건축용도는 일반상업지역, 중심미관지구다. 승강기대수는 엘리베이터 55대, 에스컬레이터 16대다. 주차대수는 차량 889대, 자전거 384대다.

## 객실
조선팰리스 서울 강남이라고 불리는 5성급 호텔의 객실 수는 254개가 있다. 웨스트타워 저층에서 4층이 있고 지상 24층에서 36층까지 있으며 높은 객실을 자랑한다. 센터필드 재건축 후 2021년에 오픈한 호텔이다. 조선호텔앤리조트에서 운영하는 호텔인 조선팰리스 서울 강남을 운영하고 있다. 럭셔리 컬렉션 호텔이 존재한다. 조선 웰니스 클럽 피트니스와 수영장에서는 서울 도심의 파노라마 시티뷰를 볼 수 있다. 객실, 수영장, 사우나가 있다.

## 내부 시설

### 센터필드 웨스트타워
| 층수        | 시설                                                                          |
| ----------- | ----------------------------------------------------------------------------- |
| 옥탑 SL     | 소화골프실, 소화저수조                                                        |
| 29층 ~ 36층 | 객실                                                                          |
| 28층        | 공조실, 락커룸                                                                |
| 27층        | 공조실, 락커룸                                                                |
| 26층        | 공조실, 락커룸, 로비                                                          |
| 25층        | ELEV, 기계실, 로비                                                            |
| 16층 ~ 24층 | 공조실#2, 업무시설                                                            |
| 15층        | ELEV, 기계실, 피난안전구역                                                    |
| 5층 ~ 14층  | 공조실#2, 업무시설                                                            |
| 4층         | 연회장                                                                        |
| 3층         | 연회장                                                                        |
| 2층         | 판매시설                                                                      |
| 1층         | 판매시설                                                                      |
| 지하 1층    | 판매시설                                                                      |
| 지하 2층    | 공조실, 식품창고, HR부서, 유니폼, 라커룸, 판매시설                            |
| 지하 3층    | 팬룸, 주차통로, 주차장, 판매시설                                              |
| 지하 4층    | 팬룸, 주차통로, 주차장                                                        |
| 지하 5층    | 팬룸, 주차통로, 주차장                                                        |
| 지하 6층    | 팬룸, 주차통로, 주차장                                                        |
| 지하 7층    | 소화 가스실(호텔), 중앙감시실(호텔), 창고, 기계실, 저수조, 중간관리층, 정화조 |

### 센터필드 이스트타워
| 층수        | 시설                                                                        |
| ----------- | --------------------------------------------------------------------------- |
| 옥탑 SL     | 소화저수조, ELEV, 기계실                                                    |
| 20층 ~ 35층 | 공조실#2, 업무시설                                                          |
| 19층        | ELEV, 기계실, 피난안전구역                                                  |
| 3층 ~ 18층  | 공조실#2, 업무시설                                                          |
| 2층         | 판매시설                                                                    |
| 1층         | 자전거 주차장, 주차통로, 판매시설                                           |
| 지하 1층    | 주차장, 판매시설                                                            |
| 지하 2층    | 주차장, 주차장, 공조실, 쓰레기집화, 하역창고, 화장실                        |
| 지하 3층    | 주차장, 주차장, 창고, 창고, 주차장                                          |
| 지하 4층    | 주차장, 주차장, 창고, 창고, 주차장                                          |
| 지하 5층    | 주차장, 주차장, 창고, 창고, 주차장                                          |
| 지하 6층    | 주차장, 주차장, 창고, 창고, 주차장                                          |
| 지하 7층    | 전기실, 업무시설A 기계실 ZONE, 중앙검사실(법무+판매), 업무시설B 기계실 ZONE |

## 대중문화
- 2022년 ENA 드라마 이상한 변호사 우영우에 CENTERBIOLD가 나온다.

## 같이 보기
- 서울특별시의 마천루 목록
- 서울 강남구의 마천루 목록